# The Zookeeper's Wife (film)
The Zookeeper's Wife är en dramafilm från 2017 regisserad av Niki Caro. Filmen är baserad på Diane Ackermans bok med samma namn och skildrar den sanna historien om Jan och Antonina Żabiński och deras gärningar under andra världskriget.

## Handling
Paret Jan och Antonina Żabiński driver Warszawas Zoo när Nazityskland ockuperar Polen 1939. Under ockupationen blir de aktiva i den polska motståndsrörelsen och börjar hjälpa flera judar att hålla sig gömda undan tyskarnas förföljelser.

## Rollista (urval)
- Jessica Chastain – Antonina Żabińska
- Johan Heldenbergh – Jan Żabiński
- Daniel Brühl – Lutz Heck
- Michael McElhatton – Jerzyk
- Iddo Goldberg – Maurycy Fraenkel
- Shira Haas – Urszula
- Martha Issová – Regina Kenigswein
- Arnošt Goldflam – Janusz Korczak